# Hellhound

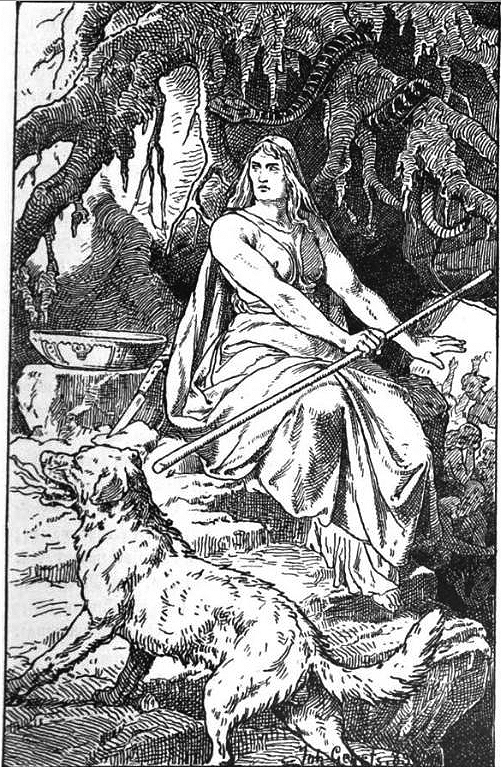
Goddess Hel and the hellhound Garmr by Johannes Gehrts, 1889

Un hellhound o sabueso infernal es un perro o sabueso del Infierno. Según la mitología, y la ficción, los perros son muertos vivientes con una apariencia que puede recordar a unos perros de gran tamaño. Normalmente acompañan a los guardabosques esqueletos o a los jinetes muertos. En apariencia, suelen verse de color negro o blanco algo esquelético, ojos rojos o amarillos, además de poseer una enorme fuerza y velocidad, suelen oler a muerto y en ocasiones tienen la habilidad de hablar. Algunas creencias dicen que si una persona los puede ver físicamente se morirá al instante, significa que se le aproxima la muerte, ya que son invisibles como los fantasmas. Los perros del infierno están asociados con el fuego, y tienen habilidades al respecto, porque usualmente están encargados de resguardar la entrada al inframundo, a los muertos, a las almas perdidas y tesoros sobrenaturales. Existe una leyenda de que si alguien los mira a los ojos tres veces, la persona morirá instantáneamente.